# 잠열
잠열(潛熱)은 숨은열을 뜻한다. 어떤 물체가 온도의 변화 없이 상태가 변할 때 방출되거나 흡수되는 열이다. 증발과 응결에 의해 발생하는 열로써 물이 수면이나 습윤한 흙의 표면으로부터 증발할 때 열에너지가 수증기 속으로 들어가는 현상으로 나타난다.

## 물의 예
얼음과 물이 섞여 있는 것을 가열해도, 2가지가 함께 존재하는 동안에는 그 온도는 0°C를 유지한다. 이것은 외부에서 가해진 열이 온도를 변화시키는 데에 사용되지 않고 고체→액체라는 상변화를 위해 사용되기 때문이다.
용융 때의 숨은열은 '용융열(또는 융해열)'이라고 한다. 물을 가열하면 온도가 점점 올라가서 1기압에서 100°C가 되면 물의 표면뿐만 아니라 내부에서도 수증기로 변하여 거품이 많이 나온다. 이것이 끓음(또는 비등)의 현상이다. 끓음이 계속되는 동안 온도는 100°C로 유지된다. 이 경우도 외부로부터 가해진 열은 온도는 변화시키지 않고 액체→기체의 상변화를 위해 사용된다. 이와 같은 기체의 숨은열을 '기화열(또는 증발열)'이라고 한다. 
0°C에서 얼음을 완전히 용융시키려면 얼음 1g당 335J의 열량을 가해 주어야 하는데, 이것을 얼음의 '용융열(또는 융해열)'이라고 한다. 또, 100°C에서 물 1g을 완전히 기화시키려면 2255J의 열량을 가해 주어야 하는데, 이것을 물의 '기화열(또는 증발열)'이라고 한다. 이와 반대로 수증기가 물로 변경하고, 다시 물이 얼음으로 바뀔 때는 기화열 또는 용융열과 같은 양의 열이 방출된다. 즉 수증기가 물로 변할 때 방출되는 서림열(또는 응결열)은 기화열과 같고 물이 얼음으로 변할 때 방출되는 열인 응고열은 용융열과 그 크기가 비숫하다. 또, 승화 때의 숨은열은 '승화열'이라고 한다.

## 같이 보기
- 현열

## 참고 자료
- 이 문서에는 다음커뮤니케이션(현 카카오)에서 GFDL 또는 CC-SA 라이선스로 배포한 글로벌 세계대백과사전의 내용을 기초로 작성된 글이 포함되어 있습니다.